# Elizabeth Taylor
Elizabeth Taylor (anglès: Dame Elizabeth Rosemond Taylor DBE)  (Hampstead Garden, 27 de febrer de 1932 - Los Angeles, 23 de març de 2011) nom artístic de Dame Elizabeth Rosamund Taylor, DBE, fou una actriu estatunidenca d'origen britànic.

## Biografia
Filla d'emigrats estatunidencs al Regne Unit, tornà amb ells als Estats Units poc abans de la Segona Guerra Mundial. Després de participar en diverses comèdies d'escassa qualitat, el 1950 assolí el seu primer èxit comercial i de crítica amb El pare de la núvia. Durant les dècades de 1950 i 1960 es convertí en una de les majors estrelles del firmament de Hollywood gràcies a la seva presència en títols tan significatius com Gegant (1956), La gata sobre la teulada de zinc (1958) o la, fins llavors, pel·lícula més cara de la història del cinema, Cleopatra (1963), films en què sabé explotar hàbilment el seu torbador atractiu sexual. Tan famosa per la seva carrera cinematogràfica com per la seva vida sentimental (contragué matrimoni en vuit ocasions), guanyà dos Oscar pels seus papers a Una dona marcada (1960) i Qui té por de Virginia Woolf? (1966). La seva última pel·lícula és del 2001.
Cèlebre també per la seva tasca humanitària en la lluita contra la sida, ha donat suport, entre d'altres, a la Fundació Americana per la Investigació sobre la Sida (amfAR), organització guardonada amb el Premi Príncep d'Astúries de la Concòrdia l'any 1992. L'any següent fou guardonada amb el Premi Humanitari Jean Hersholt concedit per l'Acadèmia de les Arts i les Ciències Cinematogràfiques de Hollywood durant la celebració de l'entrega dels Premis Oscar d'aquell mateix any.
Taylor va morir el 23 de març de 2011, envoltada pels seus quatre fills a l'Hospital Cedars-Sinai Medical Center de Los Angeles, California, a l'edat de 79 anys.

## Carrera d'actriu

### Primers papers i fama a l'adolescència (1941-1949)
A California, sovint li deien a la mare de la Taylor que la seva filla havia de audicionar per a fer pel·lícules. Els seus ulls cridaven l’atenció en particular, de color blau amb l’extensió de l’aparició de violetes que eren per pestanyes dobles causades per una mutació genètica. Inicialment la Sara era reticent a l’aparició de la seva filla en pel·lícules, però després de l’esclat de la guerra a Europa que posava en dubte un possible retorn, va començar a veure la indústria cinematogràfica com una manera d’integrar-se a la societat nord americana. La galeria Beverly Hills de Francis Taylor havia guanyat clients d’aquesta indústria després de la seva obertura, amb l’ajuda de la columnista Hedda Hopper. A través d’un client i amic d’escola del seu pare, Taylor va audicionar per a Universal Pictures i Metro-Goldwyn-Mayer a principis de 1941. Ambdós estudis la hi oferien un contracte, i la Sara Taylor va decidir aceptar l’oferta d’Universal.
Taylor inicià el seu contracte l’abril de 1941 i va interpretar un petit paper a There’s One Born Every Minute (1942). No va rebre cap altre paper, acabant el seu contracte un any després. El director de càsting d'Universal va explicar el seu disgust per Taylor, afirmant que "la nena no té res... els seus ulls són massa vells, no té la cara d'una nena. El biògraf Alexander Walker està d'acord que Taylor semblava diferent de les estrelles infantils de l'època, com Shirley Temple i Judy Garland. Taylor més tard va dir que, "aparentment, jo acostumava a espantar els adults, perquè jo era totalment directe".
Taylor va rebre una altra oportunitat a finals de 1942, quan el conegut del seu pare, Samuel Marx, li va encarregar una audició per a un paper menor a Lassie Come Home (1943), que requeria una actriu infantil amb un accent anglès. Després d'un contracte de prova de tres mesos, va rebre un contracte regular de estàndard de 7 anys el gener de 1943. Després de Lassie, va aparèixer en papers menors no acreditats en altres dues pel·lícules ambientades a Anglaterra - Jane Eyre (1943), i The White Cliffs of Dover (1944).
Amb 12 anys, Taylor va ser triada per interpretar a una noia que vol competir com a genet a la Grand National una cursa exclusivament masculina a National Velvet (1944). Més tard la va anomenar "la pel·lícula més emocionant" de la seva carrera. MGM havia estat buscant una actriu adequada amb un accent britànic i la capacitat de muntar a cavall des de 1937, i va escollir Taylor per recomanació del director de White Cliffs, Clarence Brown, que sabia que tenia les habilitats necessàries.
Com que era considerada massa baixa, el rodatge es va retardar diversos mesos per permetre-li créixer; va passar el temps practicant cavalcant. En el desenvolupament d'una nova estrella, MGM va requerir que portés brackets per corregir les seves dents, i va fer que dues de les seves dents de bebè es retiressin. L'estudi també volia tenyir-li el cabell i canviar la forma de les celles, i va proposar que utilitzés el nom de pantalla "Virginia", però Taylor i els seus pares s'hi van negar.
National Velvet es va convertir en un èxit de taquilla després del seu llançament el Nadal de 1944. Bosley Crowther del New York Times va declarar que "la seva manera completa en aquesta imatge és de refrescant la gràcia", mentre que James Agee de The Nation va escriure que "és extremadament bella... No sé ni m'importa si pot actuar o no."
Taylor va declarar més tard que la seva infantesa va acabar quan es va convertir en una estrella, mentre MGM va començar a controlar tots els aspectes de la seva vida. Va descriure l'estudi com una " fàbrica de gran extensió”, on va haver de complir un estricte horari diari. Passava els dies anant a l'escola i a les classes de ball i cant, i practicant les escenes de l'endemà. Després de l'èxit de National Velvet, MGM va donar a Taylor un nou contracte de set anys amb un salari setmanal de 750 dòlars, i va fer un paper menor en la tercera pel·lícula de la sèrie Lassie, Courage of Lassie (1946). L'estudi també va publicar un llibre dels escrits de Taylor sobre la seva mascota, un esquirol ratllat, Nibbles and Me (1946), i va fer nines de paper i llibres de color.

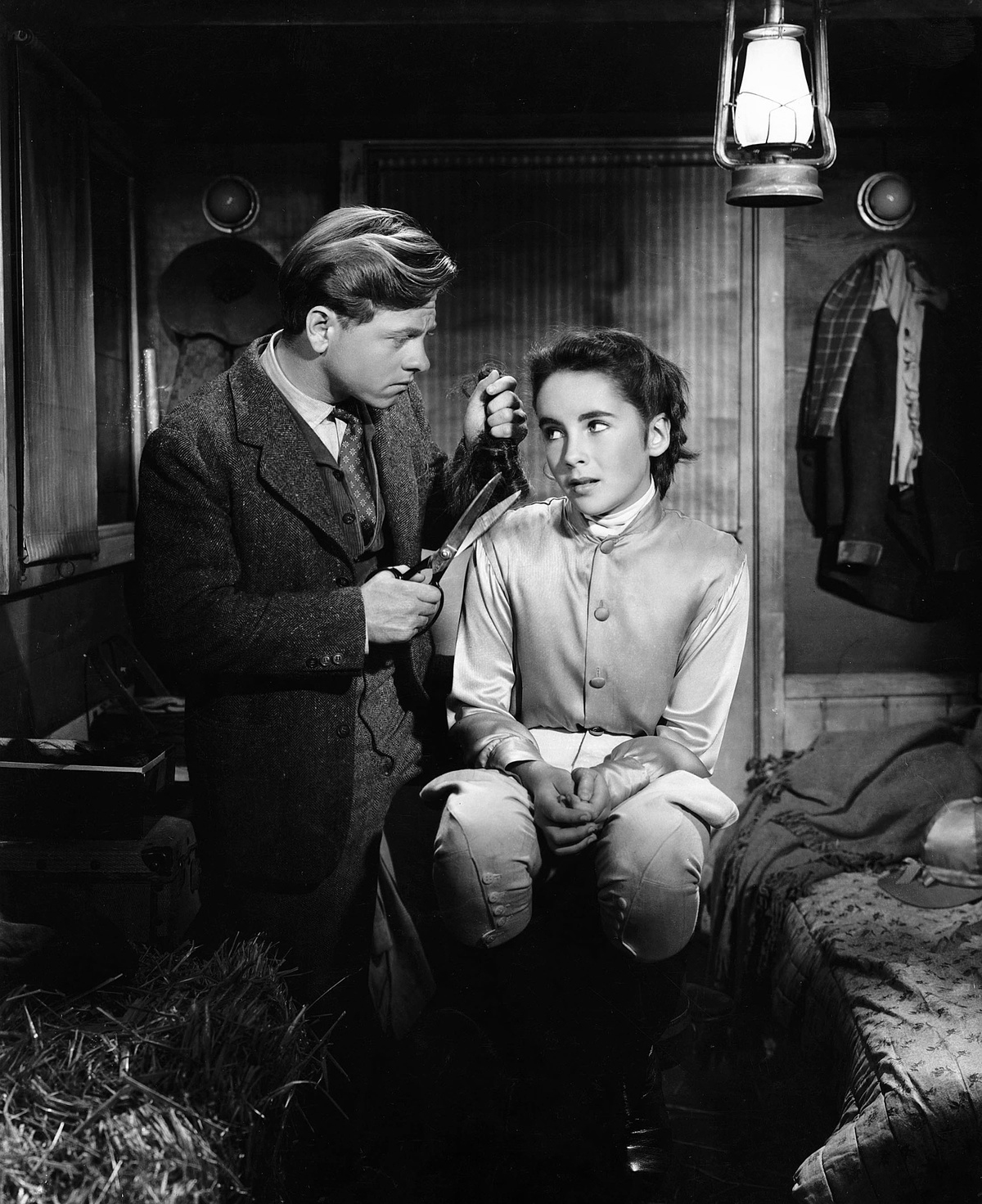
Mickey Rooney and Taylor in National Velvet (1944), el seu primer gran paper a una pel·lícula

Quan Taylor va fer 15 anys el 1947, MGM va començar a conrear una imatge pública més madura per a ella mitjançant l'organització de fotos i entrevistes que la van retratar com una adolescent "normal" que assistia a festes i acudia a cites. Revistes de cinema i columnistes de xafarderies també van començar a comparar-la amb actrius més grans com Ava Gardner i Lana Turner. Life la va anomenar "l'actriu més aconseguida de Hollywood" pels seus dos papers cinematogràfics aquell any. En la crítica de Cynthia (1947), Taylor va retratar una noia fràgil que desafia els seus pares sobreprotectors a anar al prom; en la pel·lícula Life with Father (1947), al costat de William Powell i Irene Dunne, va retratar l'interès amorós del fill d'un corredor de borsa.
Van ser seguits de papers secundaris com una adolescent i un ball de secundària en el musical A Date with Judy (1948), i com a núvia en la comèdia romàntica Julia Misbehaves (1948). Això es va convertir en un èxit comercial, recaptant més de 4 milions de dòlars a la taquilla. El darrer paper de Taylor adolescent va ser com Amy March a Little Women (1949) de Mervyn LeRoy, un èxit de taquilla. El mateix any, Time va presentar Taylor a la seva portada, i la va anomenar la líder entre la propera generació d'estrelles de Hollywood, "una joia de gran preu, un veritable safir".

### Transició a papers adults (1950-1951)
Taylor va fer la transició als papers adults quan va complir els 18 anys el 1950. En el seu primer paper madur, al thriller Conspirator (1949), interpreta una dona que comença a sospitar que el seu marit és un espia soviètic. Taylor només havia tingut 16 anys en el moment de la seva filmació, però el seu llançament es va retardar fins al març de 1950, ja que a MGM no li agradava i temia que pogués causar problemes diplomàtics. La segona pel·lícula de Taylor de 1950 va ser la comèdia The Big Hangover (1950), coprotagonitzada per Van Johnson,la qual va ser estrenada al maig. Aquell mateix mes, Taylor es va casar amb l'hereu de cadena hotelera Conrad Hilton Jr. en una cerimònia altament publicitada. L'esdeveniment va ser organitzat per MGM, i utilitzat com a part de la campanya publicitària per a la següent pel·lícula de Taylor, la comèdia de Vincente Minnelli Father of the Bride (1950), en la qual va aparèixer al costat de Spencer Tracy i Joan Bennett com una núvia preparant el seu casament. La pel·lícula es va convertir en un èxit de taquilla al juny, recaptant 6 milions de dòlars a tot el món ($67.576.763 al 2021), i va ser seguida per una seqüela reeixida, Father's Little Dividend (1951), deu mesos més tard.

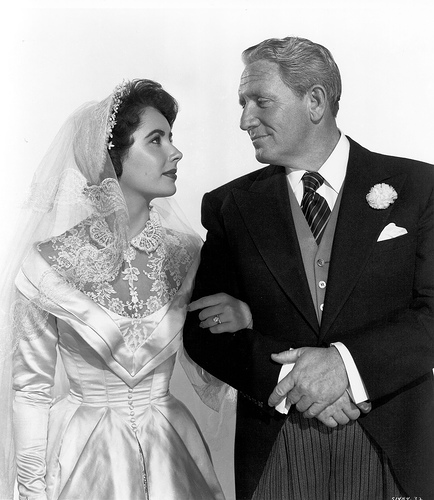
Fotografia amb Spencer Tracy a Father of the Bride (1950)

El següent llançament de Taylor, A Place in the Sun (1951) de George Stevens, va marcar una sortida de les seves pel·lícules anteriors. Segons Taylor, va ser la primera pel·lícula en la qual se li havia demanat actuar, en lloc de ser simplement ella mateixa, i va portar l’aclamació de la crítica per primera vegada des de National Velvet (1944). Basada en la novel·la de Theodore Dreiser An American Tragedy (1925), presentava a Taylor com una socialida entre un treballador de fàbrica pobre (Montgomery Clift) i la seva xicota embarassada (Shelley Winters). Stevens va escollir a Taylor perquè era "l'única noia real que podia crear aquesta il·lusió" de ser "no tant una noia real com la noia de la coberta de la caixa de caramels, la bella noia del groc Cadillac convertible que tots els nois americans en algun moment o altre creuen que poden casar-se".
A Place in the Sun va ser un èxit comercial i entre la crítica, recaptant 3 milions de dòlars. A.H. Weiler de The New York Times va escriure que dona "una actuació ombrejada i tendra, i en la qual el seu romanç apassionat i genuí evita els patetismes comuns a l'amor jove, ja que de vegades arriba a la pantalla".

## Filmografia
Elizabeth Taylor ha aparegut en nombroses pel·lícules i telefilms des del 1942 fins al 2003.
| Data d'estrena | Títol                                                            | Paper                                      | Notes |
| -------------- | ---------------------------------------------------------------- | ------------------------------------------ | --- |
| 1942           | There's One Born Every Minute                                    | Gloria Twine                               | |
| 1943           | Lassie Come Home                                                 | Priscilla                                  | |
| 1944           | Jane Eyre                                                        | Helen Burns                                | no surt als crèdits                                                                                             |
| 1944           | The White Cliffs of Dover                                        | Betsy                                      | no surt als crèdits                                                                                             |
| 1944           | El foc de la joventut (National Velvet)                          | Velvet Brown                               | |
| 1946           | El coratge de Lassie (Courage of Lassie)                         | Katherine Eleanor Merrick                  | |
| 1947           | La vida amb el pare (Life with Father)                           | Mary Skinner                               | |
| 1947           | Cynthia                                                          | Cynthia Bishop                             | |
| 1948           | A Date with Judy                                                 | Carol Pringle                              | |
| 1948           | Julia Misbehaves                                                 | Susan Packett                              | |
| 1949           | Donetes (Little Women)                                           | Amy                                        | |
| 1949           | Conspirator                                                      | Melinda Greyton                            | |
| 1950           | The Big Hangover                                                 | Mary Belney                                | |
| 1950           | El pare de la núvia (Father of the Bride)                        | Kay Banks                                  | |
| 1951           | Father's Little Dividend                                         | Kay Dunstan                                | |
| 1951           | A Place in the Sun                                               | Angela Vickers                             | |
| 1951           | Quo Vadis                                                        | presonera cristiana a l'arena              | no surt als crèdits                                                                                             |
| 1952           | Love Is Better Than Ever                                         | Anastacia "Stacie" Macaboy                 | |
| 1952           | Ivanhoe                                                          | Rebecca                                    | |
| 1953           | The Girl Who Had Everything                                      | Jean Latimer                               | |
| 1954           | Rhapsody                                                         | Louise Durant                              | |
| 1954           | Elephant Walk                                                    | Ruth Wiley                                 | |
| 1954           | Beau Brummell                                                    | Lady Patricia Belham                       | |
| 1954           | L'última vegada que vaig veure París (The Last Time I Saw Paris) | Helen Ellswirth/Willis                     | |
| 1956           | Gegant (Giant)                                                   | Leslie Lynnton Benedict                    | |
| 1957           | L'arbre de la vida (Raintree County)                             | Susanna Drake                              | Nominada − Oscar a la millor actriu                                                                             |
| 1958           | La gata sobre la teulada de zinc (Cat on a Hot Tin Roof)         | Maggie the Cat                             | Nominada − Oscar a la millor actriu Nominada − BAFTA a la millor actriu estrangera                              |
| 1959           | De sobte, l'últim estiu (Suddenly, Last Summer)                  | Catherine Holly                            | Globus d'Or a la millor actriu dramàtica Nominada − Oscar a la millor actriu                                    |
| 1960           | Scent of Mystery                                                 | The Real Sally                             | no surt als crèdits                                                                                             |
| 1960           | Una dona marcada (BUtterfield 8)                                 | Gloria Wandrous                            | Oscar a la millor actriu Nominada − Globus d'Or a la millor actriu dramàtica                                    |
| 1963           | Cleopatra                                                        | Cleopatra                                  | |
| 1963           | Hotel International (The V.I.P.s)                                | Frances Andros                             | |
| 1965           | Castells a la sorra (The Sandpiper)                              | Laura Reynolds                             | |
| 1966           | Qui té por de Virginia Woolf? (Who's Afraid of Virginia Woolf?)  | Martha                                     | Oscar a la millor actriu Nominada − Globus d'Or a la millor actriu dramàtica BAFTA a la millor actriu britànica |
| 1967           | L'amansiment de la fúria (The Taming of the Shrew)               | Katharina                                  | Productora (no surt als crèdits) Nominada − BAFTA a la millor actriu britànica                                  |
| 1967           | Doctor Faustus                                                   | Helen of Troy                              | |
| 1967           | Reflexos en un ull daurat (Reflections in a Golden Eye)          | Lenora Penderton                           | |
| 1967           | The Comedians                                                    | Martha Pineda                              | |
| 1967           | The Comedians in Africa                                          | ella mateixa                               | documental |
| 1968           | Boom!                                                            | Flora 'Sissy' Goforth                      | |
| 1968           | Secret Ceremony                                                  | Lenora                                     | |
| 1969           | Anna dels mil dies (Anne of the Thousand Days)                   | Cortesana                                  | no surt als crèdits                                                                                             |
| 1970           | L'únic joc de la ciutat (The Only Game in Town)                  | Fran Walker                                | |
| 1970           | Here's Lucy                                                      | Ella mateixa                               | un episodi |
| 1972           | Joc de tres (X,Y, and Zee)                                       | Zee Blakely                                | |
| 1972           | Under Milk Wood                                                  | Rosie Probert                              | |
| 1972           | Hammersmith is Out                                               | Jimmie Jean Jackson                        | Os de Plata a la millor interpretació femenina                                                                  |
| 1973           | Divorce His, Divorce Hers                                        | Jane Reynolds                              | TV Movie |
| 1973           | Night Watch                                                      | Ellen Wheeler                              | |
| 1973           | Dimecres de cendra (Ash Wednesday)                               | Barbara Sawyer                             | Nominada − Globus d'Or a la millor actriu dramàtica                                                             |
| 1974           | Identikit                                                        | Lise                                       | També conegut com The Driver's Seat                                                                             |
| 1974           | Això és l'espectacle (That's Entertainment!)                     | Ella mateixa                               | Co Host |
| 1976           | The Blue Bird                                                    | Reina de la llum/Mare/Bruixa/Amor Maternal | |
| 1976           | Victory at Entebbe                                               | Edra Vilonfsky                             | TV |
| 1977           | Melodia nocturna (A Little Night Music)                          | Desiree Armfeldt                           | |
| 1978           | Return Engagement                                                | Dr. Emily Loomis                           | |
| 1979           | L'hivern assassí (Winter Kills)                                  | Lola Comante                               | no surt als crèdits                                                                                             |
| 1980           | El mirall trencat (The Mirror Crack'd)                           | Marina Rudd                                | |
| 1981           | General Hospital                                                 | Helena Cassadine #1                        | tres episodis                                                                                                   |
| 1983           | Between Friends                                                  | Deborah Shapiro                            | TV Movie |
| 1984           | Hotel                                                            | Katherine Cole                             | un episodi |
| 1984           | All My Children                                                  | Boardmember at the Chateau                 | |
| 1985           | Malice in Wonderland                                             | Louella Parsons                            | TV |
| 1985           | North and South                                                  | Madame Conti                               | TV Miniseries                                                                                                   |
| 1986           | There Must Be a Pony                                             | Marguerite Sydney                          | TV |
| 1987           | Poker Alice                                                      | Alice Moffit                               | TV |
| 1988           | Young Toscanini                                                  | Nadina Bulichoff                           | |
| 1989           | Sweet Bird of Youth                                              | Alexandra Del Lago                         | TV |
| 1992           | The Simpsons                                                     | Maggie Simpson                             | veu |
| 1992           | Captain Planet and the Planeteers                                | Mrs Andrews                                | veu |
| 1993           | The Simpsons                                                     | Ella mateixa                               | veu, cameo |
| 1994           | The Flintstones                                                  | veu de Pearl Slaghoople                    | |
| 1996           | The Nanny                                                        | Ella mateixa                               | un episodi |
| 2001           | These Old Broads                                                 | Beryl Mason                                | TV |
| 2003           | God, the Devil and Bob                                           | Sarah                                      | veu |